# Canaã Esporte Clube
Canaã Esporte Clube é um clube brasileiro de futebol da região administrativa Fercal, no Distrito Federal. Fundado em Irecê na Bahia em 8 de agosto de 2018, se filiou à Federação Baiana de Futebol no mesmo dia de sua fundação.
Criado através de um projeto social ligado a Igreja Universal do Reino de Deus que se chama Fazenda Nova Canaã. O projeto consiste em um grupo de fazendas que tem como objetivo diminuir o sofrimento das vítimas da seca no sertão da região nordeste do Brasil através de soluções regionais para as principais causas do subdesenvolvimento da região. A equipe em 2023 mudou para o DF.

## História
Fez sua estreia profissional na Segunda Divisão do Campeonato Baiano em 2019. O clube também tem um grande foco na formação de atletas, que costumam chamar atenção na Copa São Paulo de Futebol Júnior e em outras competições de categoria de base.
Na Copa São Paulo de Futebol Junior de 2022, o clube fez uma excelente campanha, passando por Real Brasília e eliminando o tradicional Juventus nas oitavas, caindo para o Oeste nas quartas.
Em 14 de março de 2023 o clube fez um pedido de filiação para a FFDF.
Um dos motivos para a mudança tem relação com o aspecto financeiro, influenciado pelo alto número de viagens feitas durante as competições.

"Vimos o que Juscelino Kubitschek, ao criar Brasília, viu: uma terra de oportunidades, e também de logística melhor. Isso ajuda a diminuir os custos"— José Alves, gerente do Canaã
No dia seguinte, o clube foi aprovado em uma assembleia e se tornou filiado.

## Estatísticas

### Participações
|  | Participações em 2023 |

| Competição                | Competição      | Temporadas | Melhor campanha    | Anos            | P | R |
| Distrito Federal (Brasil) | Segunda Divisão | 1          | 7º colocado (2023) | 2023            | – |   |
| Bahia                     | Segunda Divisão | 3          | 4º colocado (2020) | 2019-2020, 2022 | – |   |